# Affenstunde
Affenstunde — дебютный альбом группы краут-рока Popol Vuh, впервые изданный в 1970 году на лейбле Liberty Records.

## Характеристика
Музыка альбома в чём-то родственна ранним экспериментальным звуковым кошмарам и динамике Tangerine Dream и одновременно совсем иная. Синтезаторы Фрике более ориентированы на пульсацию и цикличность, без потрясения и шока.
Музыка течет как единое произведение, несмотря на её деление на несколько отдельных композиций. Кроме одного фрагмента с барабанной игрой, альбом мог бы стать фантастическим саундтреком к фильму Андрея Тарковского «Солярис». Закрывающий альбом заглавный трек включает пространственные электронные звуковые пейзажи, уходящие вглубь тональности, записанный на плёнку хоровой вокал, нашёптывание на заднем плане и перкуссию, став одним из ярких произведений краут-рока. Успешный дебют группы, который чудесно держится и в XXI веке.
Этот альбом отличается от более известных последующих альбомов группы, таких как Hosianna Mantra, на которых доминирует акустическое фортепиано. Здесь Фрике показывает, что у него не было проблем и с синтезаторами.

## Список композиций
Все треки написаны Popol Vuh, кроме «Affenstunde» — Флориан Фрике.
1. «Ich mache einen Spiegel» — 21:05, включая:

1). Dream part 4 — 8:40
2). Dream part 5 — 4:50
3). Dream part 49 — 7:35
2. «Affenstunde» — 18:57 

Бонус-трек на переиздании 2004 года

3. «Train Through Time» — 10:30

## Состав участников
Флориан Фрике — синтезатор Муга
Холгер Трульш — перкуссия
Беттина Фрике — дизайн обложки, табла
Франк Фидлер — микширование